# Francis Pym

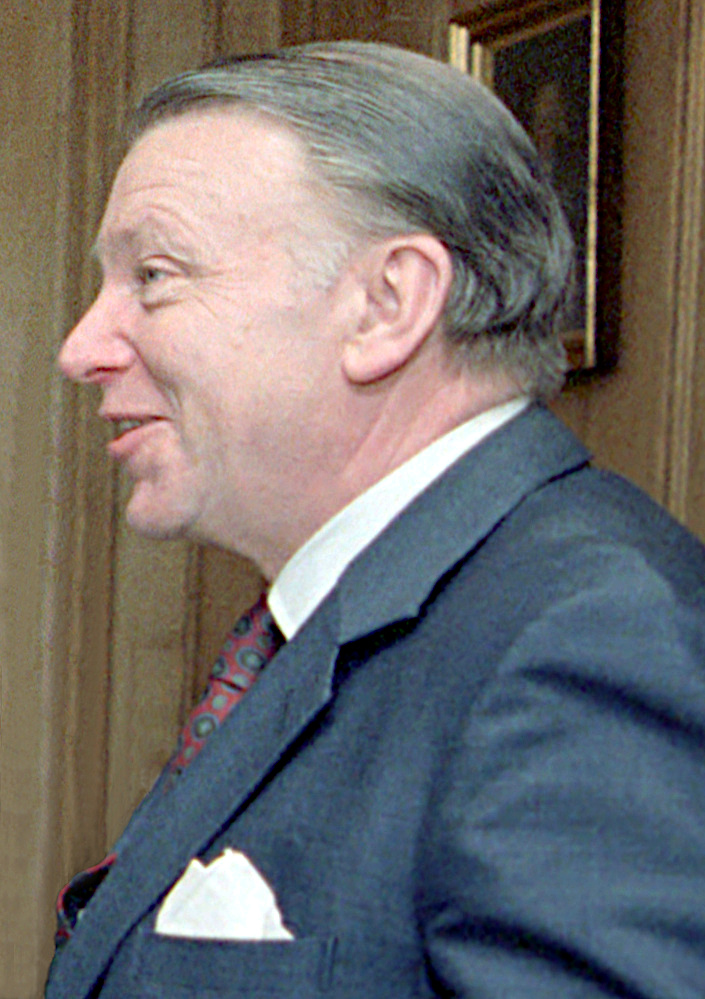
Francis Pym, 1982

Francis Leslie Pym, Baron Pym MC PC (* 13. Februar 1922 in Penpergwm Lodge in Llangattock, Usk, Monmouthshire; † 7. März 2008 in Sandy, Bedfordshire) war ein britischer Politiker der Conservative Party, der in seiner Karriere mehrere Kabinettsposten bekleidete.

## Frühe Jahre
Nach der Ausbildung in Eton und dem Magdalene College in Cambridge diente Pym während des Zweiten Weltkrieges in Nordafrika und Italien als Captain der 9th Lancers und erhielt das Military Cross. Nach dem Krieg arbeitete er als Managementdirektor und Landbesitzer und wurde Vorsitzender des Herefordshire County Council.

## Politische Karriere
Bei der Britische Unterhauswahl 1959 kandidierte er erfolglos im Wahlkreis Rhonda West. Bei einer Nachwahl, 1961, wurde er erstmals als Abgeordneter für den Wahlkreis Cambridgeshire ins House of Commons gewählt. Er vertrat diesen Wahlkreis bis 1983, von 1983 bis 1987 war er Abgeordneter für den neugeschaffenen Wahlkreis South East Cambridgeshire.
Seit 1964 als Opposition whip und 1970 bis 1973 unter Edward Heath Government Chief Whip, übernahm Pym von 1973 bis 1974 das Amt des Staatsministers für Nordirland. Margaret Thatcher ernannte ihn 1979 zum Verteidigungsminister, 1981 war er Paymaster General und Chancellor of the Duchy of Lancaster und wurde im gleichen Jahr zum Leader of the House of Commons und Lord President of the Council ernannt. Während des Falklandkrieges 1982 war Pym Außenminister, nach dem Rücktritt von Lord Carrington. Schon 1983 entfernte Margaret Thatcher ihn jedoch wieder von diesem Posten, nachdem ihre Wiederwahl gelang.
Pym war Hauptmitglied der Wets in der Thatcher-Administration, trat jedoch schon 1983 der Vereinigung Conservative Centre Forward bei, welche eine zentralisierte Politik vertrat. Erfolg gegen Thatcher hatte Pym allerdings nicht.
Zudem war Pym von 1985 bis 1988 Präsident der Atlantic Treaty Association.
Zur Unterhauswahl von 1987 trat er nicht mehr an und wurde am 9. Oktober 1987 als Baron Pym, of Sandy in the County of Bedfordshire, zum Life Peer geadelt und dadurch Mitglied des House of Lords. 1998 erlitt er einen Schlaganfall, dessen Auswirkungen seine politischen Aktivitäten stark einschränkten. Er verfasste in der Folgezeit eine Familienchronik. 2008 verstarb er nach langer Krankheit. Er hinterließ seine Frau Valerie Fortune Daglish (* 1929), mit der er seit 1949 verheiratet war, und ihre gemeinsamen vier Kinder.

## Familie
Francis Pym war ein Nachfahre des Parlamentariers John Pym (1584–1643). Sein Vater, Leslie Ruthven Pym (1884–1945), war ebenfalls Mitglied des Parlaments; dessen Vater, Rt. Rev. Walter Pym, war anglikanischer Bischof von Bombay.